# علم فخر المزدوجين

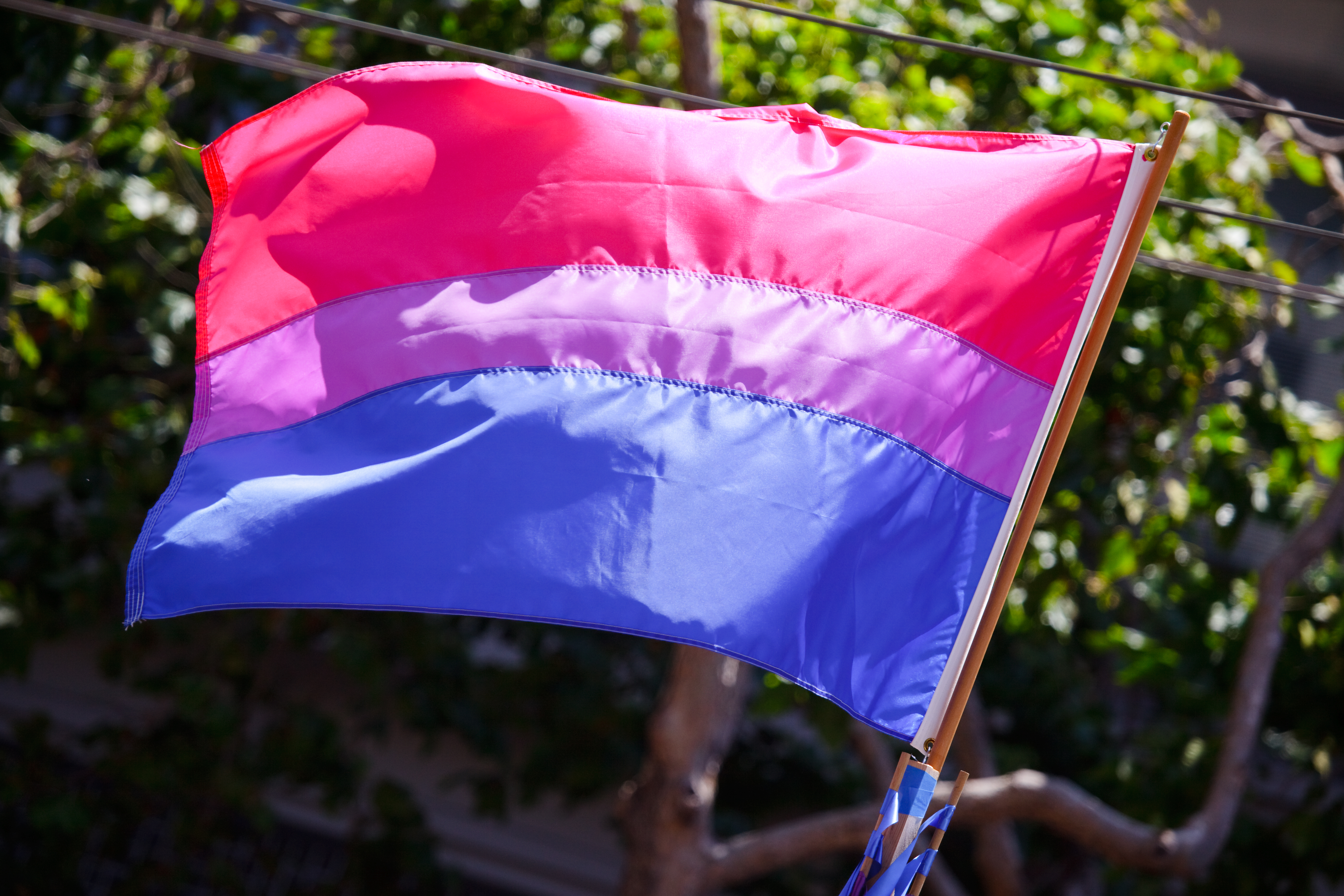
علم فخر المزدوجين

علم فخر المزدوجين جنسيًا

علم فخر المزدوجين جنسيًا صممه مايكل بيج سنة 1998 من أجل إعطاء مجتمع المزدوجين رمزه الخاص مشابه لعلم فخر المثليين لشريحة مجتمع المثلييات والمثليين ومزدوجي الميول والمتحولين جنسيًا. كان هدفه زيادة ظهور المزدوجين، سواءً في المجتمع ككل أو في مجتمع المثليين والمثلييات ومزدوجي الميول والمتحولين جنسيًا. علم فخر المزدوجين الأول كشف عنه في حفل الذكرى الأولى لتأسيس مقهى للمزدوجين  في الخامس من ديسمبر 1998 بعد أن ألهم عمل بيج مع شبكة «بي-نت يو إس أي» المعنية بمزدوجي الميول الجنسية، بذلك.

## التصميم والألوان
أخذ بيج الألوان من رمز المزدوجين القائم وأعطاه نسجه الخاص، قال.
(مثلثات المزدوجين، هو رمز آخر لمجتمع المزدوجين. في حين أن أصل هذا الرمز غامض، تقترح نظريات أن الألوان قد تمثل مغايرة-، مثلية-، وإزدواجبة، أو الانجذاب للرجال، النساء، وكلا الرجال والنساء. رمز الهلال هو إشارة أخرى إلى مزدوجي الميول وتعود جذوره إلى حركة النازية المثلث الوردي صمم للمثليين جنسيًا.) 
وصف بيج معنى اللون الوردي، الأرجواني، والأزرق (بنسبة 2:1:2) في العلم بالتالي:
«اللون الوردي يمثل الانجذاب الجنسي إلى نفس الجنس فقط (مثليين ومثلييات)، بينما اللون الأزرق يمثل الانجذاب الجنسي للجنس المغاير (مستقيم) والتداخل اللوني ينتج اللون الأرجواني الذي يمثل الانجذاب الجنسي لكلا الجنسين.»
وصف بيج العلم بأنه ذو معنى عميق، قائلاً «مفتاح فهم رمزية فخر المزدوجين هي بمعرفة أن اللون الأورجواني غير الملحوظ ناجم عن مزيج اللونين الأزرق والوردي، تمامًا كما في 'العالم الحقيقي،' حيث الأشخاص المزدوجين غير ملحوظين في سواءً في مجتمع المثليين/المثلييات أو في مجتمع المغايرين» 
نسبة جوانب العلم لم تصحح لكن نسبة 2:3 و3:5 هي المستعملة عادةً، مشتركًا مع العديد من الأعلام الأخرى.
شريط الألوان والعرض، من الأعلى إلى الأسفل للعلم، هو وردي بنسبة (40%)، أرجواني بنسبة (20%)، وأزرق بنسبة (40%). الألوان التي قدمها المصمم بالضبط في: بانتون 226، 258، و286 (أي ما يقارب بقيم الإتش تي إم إل/آر جي بي: #D60270, #9B4F96, #0038A8).
وهو ليس له براءة اختراع، أو علامة تجارية أو خدميّة مسجلة.